# ياء النسب
ياء النسب: هي ياء مشددة، أصلها ياءان، المراد بالنسب: زيادة ياء مشددة على آخر الاسم، وكسِر ما قبل هذه الياء؛ ليدل بعد هذه الزيادة على نسبة الاسم إلى شيءٍ ما نحو: مصر: مصرىّ- سوريا: سورىّ ، وهذه الياء المكسورة تلحق آخر الأسماء المنسوبة، والياء هي الأصل في النسب، واستعملَ العربَ صيغاً أخرى في النسب، وهي استعمالات سَماعية لا يقاس عليها، بهذه الياء يستطيع المتكلم أن ينسب الإنسانَ إلى قبيلته أو مذهبه أو وطنه،
من أمثلة ذلك:
1. ننسب إنساناً إلى قبيلة «قريش» فنقول قرشيّ.
2. ننسب إنساناً إلى مذهبه «سنة» فنقول سنيّ.
3. ننسب إنساناً إلى وطنه «العراق» فنقول عراقيّ.[2]

## متغيرات النسب
قال أبو حيان "باب النسب بُنيَ على ثلاث تغييرات:
- الأول: لفظي وهو ثلاثة أشياء: إلحاق ياء مشددة آخر المنسوب وكسر ما قبلها ونقل إعرابه إليها.
- والثاني: معنوي وهو صيرورته إسماً لما لم يكن له، ألا ترى أن (عليّاً) مثلا يطلق على رجل اسمه علي، فإذا نُسب إليه صار يطلق على رجل يُنسب إلى علي.
- وحكمي: وهو رفعه لما بعده على الفاعلية، كالصفة المشبهة، نحوُ: مررتُ برجلٍ قرشيٍّ أبوهُ.[3]

## اجتماع أداتَي نسب
لا تجتمع في العربية اثنتان من أدوات النسب أو الصفة في كلمة واحدة، وقد شذّ عن ذلك قولهم «والدهرُ بالإنسان دَواريّ»، فكلمة «دَوّاري» معناها كثير الدوران، وقد زادوا الياء على كلمة «دَوّار» شذوذاً، ويشتدّ المنع إذا اجتمعت أداة النسب الأعجمية وأداة النسب العربية، فلا يقال «أمريكاني»، لأنه يقبح اجتماع أداة النسب «ان an-» الإنكليزية، وأداة النسب «ي» العربية في كلمة واحدة، بل يجب أن يقال «أمريكي».

## استعمال آخر
قد تُستعمل الياء المشددة للمبالغة والقوة وإشباع معنى الصفة، قال الزمخشري في الكشاف عند الآية (فاتخذتموهم سخْريّاً): «السخريّ بضم السين أو بكسرها هو مصدر الفعل سخر، إلا أنّ في النسب زيادة قوة في الفعل، كما قيل الخصوصية في الخصوص». قال ابن جني «الاحتياط في إشباع معنى الصفة كقولهم: والدهرُ بالإنسان دوّاريّ»، والمعنى دوّار، وأضيفت الياء لتقوية معنى الصفة.